# Бадер Нассер
Бадер Нассер Абдельазіз Мохаммад (араб. بدر ناصر عبد العزيز, нар. 16 вересня 2001) — еміратський футболіст, правий захисник клубу «Шабаб Аль-Аглі» та національної збірної Об'єднаних Арабських Еміратів.

## Клубна кар'єра
Вихованець клубу «Шабаб Аль-Аглі», і допоміг їхній команді U18 виграти юнацький чемпіонат у 2019 році. Він розпочав свою дорослу кар'єру в Про Лізі ОАЕ у цій же команді в 2020 році. Його першим трофеєм з клубом став Суперкубок ОАЕ 2020 року, а наступного сезону він виграв Кубок Президента ОАЕ 2020/21 та Кубок Ліги. 11 серпня 2021 року продовжив контракт із клубом до 2026 року. Він також виграв Про-лігу ОАЕ 2022/23 і наступний Суперкубок ОАЕ 2023 року, хоча через травму хрестоподібної зв'язки дострокового завершив сезон.

## Міжнародна кар'єра
30 грудня 2022 року Нассер дебютував у складі національної збірної Об'єднаних Арабських Еміратів у товариській грі проти Лівану (1:0). На початку наступного року з командою був учасником Кубка націй Перської затоки. За рік був викликаний до національної збірної на Кубок Азії 2023 року, дійшовши з командою до 1/8 фіналу.

## Досягнення
- Чемпіон ОАЕ: 2022/23, 2024/25
- Володар Кубка Президента ОАЕ: 2020/21, 2024/25
- Володар Кубка Ліги ОАЕ: 2020/21
- Володар Суперкубка ОАЕ: 2020, 2023, 2024